# Mas Torrent (Cassà de la Selva)
El Mas Torrent és un mas a un km a l'est del nucli de Cassà de la Selva (Gironès). Es tracta d'una construcció popular amb murs de pedra. L'edifici inicial consistia en una estructura interna de tres crugies i bigues de fusta que suporten la coberta de dues pendents. Posteriorment, s'amplià amb una altra crugia a ponent que conjuntament amb altres construccions auxiliars unifiquen un espai de pedra del primer pis, sense elements decoratius. Actualment aquest mas és utilitzat bàsicament com habitacle de segona residència. L'antiga pallissa del mas ha estat convertida en capella particular, es conserva el sostre original amb bigues de fusta.